# Poix-de-Picardie
Poix-de-Picardie is een gemeente in het Franse departement Somme (regio Hauts-de-France) en telt 2358 inwoners (2019). De plaats maakt deel uit van het arrondissement Amiens.

## Geografie
De oppervlakte van Poix-de-Picardie bedraagt 11,7 km², de bevolkingsdichtheid is 202 inwoners per km².
De gemeente ligt in Picardië. De rivier Poix stroomt door het centrum van de gemeente.
De onderstaande kaart toont de ligging van Poix-de-Picardie met de belangrijkste infrastructuur en aangrenzende gemeenten.

## Verkeer en vervoer
In de gemeente ligt spoorwegstation Poix-de-Picardie.

## Bezienswaardigheden
De gotische kerk Saint-Denis werd gebouwd in de 12e eeuw op de plaats van een oudere kapel. De huidige kerk is grotendeels 16e-eeuws. Ze werd beschermd als historisch monument in 1910.

## Demografie
Onderstaande figuur toont het verloop van het inwonertal (bron: INSEE-tellingen).